# 丹羽高寛
丹羽 高寛（にわ たかひろ）は、江戸時代中期の大名。陸奥国二本松藩の第5代藩主。官位は従四位下・左京大夫。丹羽家第6代。長崎奉行などを務めた丹羽長守の孫。

## 生涯
享保7年（1722年）3月28日、旗本・丹羽長道（藩祖・丹羽長秀の6男で1500石の旗本となった丹羽長次の子孫）の嫡子として、第8代将軍・徳川吉宗に初御目見する。享保13年（1728年）6月25日、先代藩主・丹羽秀延の死により、末期養子として家督を継いだ。同年7月1日、改めて徳川吉宗に御目見する。同年9月7日、従五位下左京大夫に叙任する。享保15年6月23日、陸奥国伊達郡・信夫郡の幕領5万石を預けられる。享保19年12月18日、従四位下に昇進する。寛保2年（1742年）11月17日、預かり地を幕府に返還する。
老臣の丹羽忠亮と共に綱紀粛正と文武の奨励に取り組み、儒者の桂山彩厳の推挙により、岩井田昨非を召抱える。
延享2年（1745年）5月9日に病気のため隠居し、長男・高庸に家督を譲った。隠居後、豁如と号する。明和6年（1769年）に死去した。

## 逸話
寛延2年（1749年）、昨非の献策により、二本松城前に藩士たちへの戒めのため「戒石銘碑」を彫らせた。
爾俸爾禄 民膏民脂 下民易虐 上天難欺
（爾の俸、爾の禄は 民の膏 民の脂なり 下民は虐げ易きも 上天は欺き難し）
と刻まれており、藩政改革と綱紀粛正の指針を示した。

## 系譜
父母
- 丹羽長道（実父）
- 沢井氏 - 側室（実母）
- 丹羽秀延（養父）

正室
- 丹羽長之の娘

側室
- 久保氏
- 美濃部氏
- 大谷氏
- ルノ
- チセ
- フジ
- 梅
- 稲垣氏

子女
- 丹羽高庸（長男）生母は久保氏（側室）
- 生駒親信（次男）生母は大谷氏（側室） - 生駒親賢の養子
- 津田正安、生母はチセ（側室）
- 安藤定慶、生母は稲垣氏（側室）
- 阿部正右正室、生母は美濃部氏（側室）
- 稲葉正益継室、生母は稲垣氏（側室）
- 西尾忠雅正室、生母はルノ（側室）
- 丹羽長裕室、生母はフジ（側室）
- 小浜致隆正室、生母は梅（側室）
- 菅谷政常正室